# Mata Redonda
Mata Redonda è un distretto della Costa Rica facente parte del Cantone di San José, nella provincia omonima.
Mata Redonda comprende 13 rioni (barrios):
- Americas
- Anonos
- Balcón Verde
- Calle Morenos
- El Rey
- Holanda
- La Salle
- Loma Linda
- Niza
- Nunciatura
- Rancho Luna
- Roma
- Sabana

Il distretto fa parte dell'area urbana della capitale San José, ed è una zona prettamente residenziale; vi sono presenti anche le sedi di alcuni enti governativi, tra cui il Ministero dell'agricoltura e l'Instituto Costarricense de Electricidad.